# Europeisk skyddsorder
En europeisk skyddsorder är beteckningen på ett inom EU gällande ömsesidigt erkännande av domar, beslut och andra rättsliga avgöranden enligt direktiv om europeisk skyddsorder. Direktivet utfärdades den 13 december 2011, offentliggjordes i Europeiska unionens officiella tidning den 21 december 2011 och trädde i kraft 20 dagar därefter. Senast den 11 januari 2015 skulle alla medlemsstater ha implementerat direktivet. Direktivet var det första som antogs i enlighet med de särskilda bestämmelser som infördes genom Lissabonfördraget som tillåter lagförslag på initiativ av en fjärdedel av medlemsstaterna inom polissamarbete och straffrättsligt samarbete.

## Bakgrund
Samtliga medlemsstater i EU har bestämmelser som innebär att brottsoffer eller person som lever under hot att utsättas för brott av annan person, kan skyddas genom ett beslut som i en eller annan form ålägger den person som utgör en risk för den hotade personen vissa förhållningsregler, som syftar till att undanröja eller minska det hot denna person utgör. Detta kan ske genom skyddad identitet och besöksförbud.
Direktivet syftar till att den hotade personen inte ska förlora detta skydd när hon eller han flyttar till en annan medlemsstat eller behöva gå igenom en ny prövning av sitt skyddsbehov i det land som hon eller han flyttar till.

## Förutsättningar
1. Den europeiska skyddsordern ska vara ett rättsligt avgörande som utfärdas av en medlemsstat för att underlätta för en annan medlemsstat att vidta skyddsåtgärder enligt sin nationella lagstiftning för att skydda en persons liv, fysiska och psykiska integritet, frihet eller sexuella integritet.
2. Skyddsordern får utfärdas när den skyddade personen har, eller har för avsikt att, lämna den utfärdande staten för en annan stat. (artikel 2.1)
3. Olika åtgärder som ska kunna bli föremål för överflyttning till en annan stat, bland annat skyldighet att avhålla sig från att beträda vissa lokaliteter, platser eller fastställda områden där den skyddade personen bor eller som den skyddade personen besöker, eller en skyldighet att stanna kvar på anvisad ort, under angivna tider.(artikel 2.2)
4. Som förutsättning för att en medlemsstat ska få utfärda en europeisk skyddsorder gäller bland annat att den utfärdande staten först utfärdat ett beslut som avser att skydda personen i denna staten och att den skyddade personen själv begär att en skyddsorder ska utfärdas.(artikel 5.1)
5. Det förutsätts att en överträdelse av ett sådant beslut som först utfärdats av den utfärdande staten ska utgöra ett brott enligt denna stats lagstiftning, eller annars kunna bestraffas med ett frihetsberövande, för att beslutet ska omfattas av direktivets tillämpningsområde.
6. Myndigheterna i den verkställande staten ska , efter översändandet av en europeisk skyddsorder, vidta alla de åtgärder som finns tillgängliga enligt den statens lagstiftning i ett liknande fall för att skydda den hotade personen.(artikel 8.1)
7. Detta innebär att de åtgärder som har meddelats i den utfärdande staten kan behöva anpassas till de åtgärder som är möjliga att meddela enligt den verkställande statens lagstiftning. Vidare framgår att den verkställande staten kan behöva delge den person som utövar hotet och som är föremål för de åtgärder som meddelas, och att den verkställande staten ska meddela den utfärdande staten om de eventuella överträdelser som sker.

Vissa stater anser att förslaget inte får bli för långtgående.
Verkställande stat kan därför vägra att verkställa en skyddsorder bland annat om den information som den utfärdande staten lämnar inte är fullständig trots att denna stat fått viss tid på sig att komplettera sin ansökan eller om den meddelade åtgärden är en del av en påföljd eller annan åtgärd som omfattas av amnesti enligt den verkställande statens lagstiftning och åtgärden rör en gärning som omfattas av denna stats jurisdiktion.(artikel9)

## Gällande svensk lag
Den typ av åtgärder som avses i direktivet motsvaras i svensk rätt närmast av besöksförbud, som regleras i lagen (1988:688) om besöksförbud.
Förbudet kan under vissa förutsättningar gälla gemensam bostad, kallat besöksförbud avseende gemensam bostad.
Om det inte är tillräckligt kan det utvidgas till att avse förbud att uppehålla sig i närheten av en annan persons bostad eller arbetsplats eller annat ställe där den personen brukar vistas så kallat utvidgat besöksförbud.
Den som har överträtt ett utvidgat besöksförbud får meddelas förbud att uppehålla sig inom ett större område ett så kallat särskilt utvidgat besöksförbud.
Frågor om besöksförbud prövas av allmän åklagare och tas upp på begäran av den som förbudet avses skydda eller när det annars finns anledning till det. Förfarandet har både straffrättsliga och förvaltningsrättsliga inslag. Den som har ålagts ett besöksförbud och den som förbudet avser att skydda kan begära att tingsrätten prövar ett beslut om besöksförbud som fattats av åklagare. Tingsrätten prövar även mål där personer har brutit mot besöksförbud. Den som bryter mot ett besöksförbud döms för överträdelse av besöksförbud till böter eller fängelse i högst ett år. Ringa fall är straffria.

Den svenska lagstiftningen motsvarar vissa men inte alla av de åtgärder som direktivet omfattar. 
I dag finns det ingen svensk lagstiftning angående övertagande och verkställande av sådana beslut. Inte heller finns det någon lagstiftning om överförande av sådana beslut till andra stater. Genomförandet av det föreslagna direktivet kommer således att kräva ny lagstiftning.

## Ståndpunkter
Sverige är positivt till direktivets syfte.
Ett utökat samarbete mellan medlemsstaterna bör kunna leda till att den typ av åtgärder som omfattas av direktivet blir mer effektiva när det gäller att skydda den hotade personen. Även om antalet fall när det föreslagna direktivet kommer att tillämpas är tämligen begränsat, innebär det att skyddet för den enskilde i ett konkret fall förstärks.
Förslaget måste emellertid klargöras i vissa avseenden och regleringen utformas på ett flexibelt och ändamålsenligt sätt, som skapar förutsättningar för att den ska kunna tillämpas effektivt.
Flera medlemsstater har uttalat sitt stöd för förslaget. Övriga medlemsstater har uttalat sitt stöd för förslagets syfte och flertalet av dem har också uttryckt en positiv inställning till att skapa ett samarbete på området.

## Övrigt
Europaparlamentet har inte yttrat sig ännu. Kommissionen har förklarat att den har för avsikt att lägga fram ett övergripande program under år 2011 för att stärka brottsoffers ställning inom unionen. Någon indikation på om detta program kommer att reglera de frågor som det nu aktuella direktivet omfattar har dock inte lämnats.
Det föreslagna direktivet grundar sig på artikel 82.1 d i fördraget om Europeiska Unionens funktionssätt och har lagts fram av Spanien tillsammans med Belgien, Bulgarien, Estland, Frankrike, Italien, Ungern, Polen, Portugal, Rumänien, Finland och Sverige. Eftersom dessa länder utgör (minst) en fjärdedel av medlemsstaterna kan det framläggas i enlighet med artikel 76 b, samma fördrag.
Texten kommer att översändas till Europaparlamentet och kommissionen inom ramen för unionens ordinarie lagstiftningsförfarande. Texten ska också översändas till medlemsstaternas nationella parlament enligt Lissabonfördraget, så att det blir möjligt att bedöma initiativets förenlighet med subsidiaritetsprincipen. Texten till initiativet kommer vidare att offentliggöras i Europeiska unionens officiella tidning, EUT.
Sverige saknar i dag effektiva samarbetsinstrument på direktivets område, och detta torde gälla generellt för medlemsstaterna. De situationer som direktivet avser att reglera är gränsöverskridande och kan inte regleras av medlemsstaterna själva. Därmed kan direktivets mål anses bättre kunna uppnås på unionsnivå och instrumentet stå i överensstämmelse med subsidiaritetsprincipen. Inte heller kan förslaget anses gå längre än vad som är nödvändigt för att uppnå detta mål.
Förslaget har förelagts Coreper inför fortsatt behandling av rådet.